# Los Juríes
Los Juríes är en ort i Argentina.   Den ligger i provinsen Santiago del Estero, i den norra delen av landet, 800 km norr om huvudstaden Buenos Aires. Los Juríes ligger 93 meter över havet och antalet invånare är 3 212.
Terrängen runt Los Juríes är mycket platt. Runt Los Juríes är det mycket glesbefolkat, med 6 invånare per kvadratkilometer..
Trakten runt Los Juríes består i huvudsak av gräsmarker.